# Tris(o-tolyl)fosfin

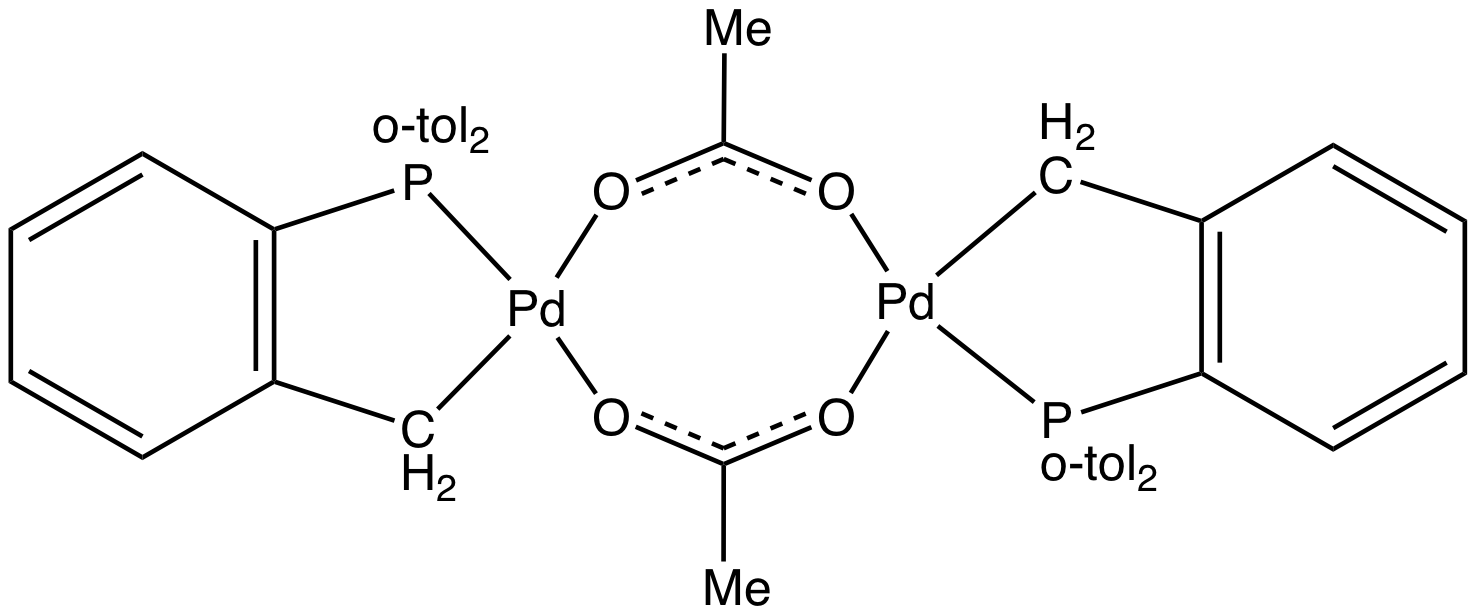
Struktura Herrmannova katalyzátoru, sloučeniny odvozené od tris(o-tolyl)fosfinu

Tris(o-tolyl)fosfin je organická sloučenina patřící mezi fosfiny, se vzorcem P(C6H4CH3)3, bílá pevná látka nerozpustná ve vodě a rozpustná v organických rozpouštědlech. V roztocích se pomalu přeměňuje na příslušný fosfinoxid. Jako ligand má vysokou hodnotu Tolmanova úhlu, 194°; z tohoto důvodu je za přítomnosti halogenidů a octanů kovů náchylný k cyklometalacím. Komplexy tohoto ligandu mají využití jako homogenní katalyzátory.